# 硫代水杨酸
硫代水杨酸是一种有机硫化合物，是水杨酸的羟基氧被硫取代的产物，化学式为C6H4(SH)(CO2H)。它是黄色固体，微溶于水、乙醇、乙醚、烷烃，可溶于二甲基亚砜。它可以由邻氨基苯甲酸经重氮化、硫化、还原得到。